# Ameisengrillen
Die Ameisengrillen (Myrmecophilidae) sind eine Familie der Heuschrecken mit weltweit 71 Arten in 5 Gattungen. Die artenreichste und zugleich einzige in Europa vorkommende Gattung ist Myrmecophilus.

## Merkmale
Es handelt sich um kleine Heuschrecken mit Körperlängen zwischen knapp 2 und etwa 12 Millimeter, meist aber nur bis 4 Millimeter, die kleinen Arten sind die kleinsten Heuschrecken. Sie sind meist hell bräunlich oder gelblich, seltener auch dunkelbraun gefärbt. Alle Arten sind flügellos und haben kleine, teilweise reduzierte, flache Augen, Tympanalorgane fehlen völlig. Alle Arten besitzen aber als Tastorgane prominente Antennen, die in großen Fühlergruben eingelenkt sind, und mehrgliedrige, lange Cerci. Bei den Mundwerkzeugen ist insbesondere der Hypopharynx vergrößert und zungenförmig, er dient als Leckorgan. Die Hinterschenkel sind sehr stark vergrößert, zumindest einige Arten besitzen Sprungvermögen und wurden springend beobachtet (Fluchtsprünge). Die Arten sind untereinander sehr ähnlich und meist nur genitalmorphologisch unterscheidbar.

## Lebensweise
Alle Arten leben als Inquilinen in Bauten sozialer Insekten, neben Ameisen (myrmekophil bedeutet ameisenliebend) einige Arten bei Termiten, sie leben sowohl in Erdnestern wie auch in Nestern in Hohlräumen von Holz. Die Biologie der meisten Arten ist darüber hinaus schlecht bekannt, mehr Beobachtungen liegen vor allem von der europäischen Ameisengrille und der nordamerikanischen Myrmecophilus manni vor. Während einige Arten sehr wirtsspezifisch sind und nur bei einer einzigen Ameisenart nachgewiesen wurden, sind andere wenig wählerisch und nehmen eine Vielzahl, untereinander nicht näher verwandter, Ameisenarten als Wirte an. In einigen Fällen konnte eine genetische Differenzierung der bei verschiedenen Ameisenarten lebenden Stämme nachgewiesen werden (möglicherweise Kryptospezies), dies war aber nicht bei allen Arten der Fall. Die Art Myrmecophilus americanus wurde mit ihrem einzigen Wirt, der invasiven tropischen Art Paratrechina longicornis fast weltweit verschleppt, möglicherweise auch nach Europa.
Soweit bekannt, leben Ameisengrillen als Kleptoparasiten von Nahrung der Ameisen und Beuteresten. Zumindest einige Arten können aber durch Berührungsreize zusätzlich den Fütterreflex der Ameisen auslösen (Trophallaxis). Dass auch Ameiseneier oder Brut verzehrt werden, wird gelegentlich behauptet, es liegen aber offenbar keine direkten Beobachtungen davon vor. Im Labor sind die Tiere in der Ernährung nicht wählerisch und wurden u. a. schon mit Trockenfischfutter und Ei-Honig-Gemisch gezüchtet.
Gegenüber den Ameisen tarnen sie sich, indem sie als Pheromone wirkende Kohlenwasserstoffe von der Cuticula der Ameisen aufnehmen und so den Nestgeruch annehmen. Allerdings reagieren die Ameisen manchmal durchaus aggressiv auf die Grillen, wenn sie ihnen direkt begegnen, in einigen Fällen wurden Tötungen beobachtet. Die Grillen entkommen aber in der Regel, weil sie schneller und agiler sind als ihre Wirte.
Die Begattung wurde nur bei Myrmecophilus manni beobachtet. Bei dieser Art markiert das Männchen einen bestimmten Platz und versucht anschließend, ein Weibchen dorthin zu bugsieren. Erreicht das Weibchen die markierte Stelle, wird es begattungsbereit und durch Übertragung einer Spermatophore befruchtet. Einige Arten, darunter vermutlich Myrmecophilus acervorum vermehren sich allerdings parthenogenetisch, bei ihnen fehlen Männchen ganz oder treten nur extrem selten auf. Nach der Eireifung legt das Weibchen mit seinem Ovipositor die Eier in geringer Tiefe (1 bis 2 Millimeter) in das Substrat innerhalb des Ameisenbaus; die Tiere sind mit ihrem weichen Legebohrer nicht dazu in der Lage, in größere Tiefe vorzudringen. Die Tiere durchlaufen fünf Nymphenstadien. Auch bei den in temperatem Klima lebenden Arten findet offenbar die Fortpflanzung fast ganzjährig statt, Nymphen und Imagines sind ganzjährig nebeneinander zu beobachten. Imagines erreichen eine Lebensdauer von zwei, möglicherweise sogar drei Jahren.
Ameisengrillen wandern gelegentlich mit ihren Wirtsameisen auf den von ihnen gelegten Spuren. Auf diese Weise erreichen sie, insbesondere bei Arten mit Koloniegründung durch Nestteilung, neue Nester.

## Phylogenie und Systematik
Nach morphologischen Merkmalen gehören die Ameisengrillen zu den Grylloidea (Grillenartigen), vielen Bearbeitern fielen Ähnlichkeiten zur Familie Mogoplistidae auf, mit denen sie manchmal in einer eigenen Überfamilie vereint worden sind. Nach molekularen Analysen, anhand homologer DNA-Sequenzen erscheint die Zugehörigkeit zu den Grylloidea gesichert, ihre Schwestergruppe könnte auch die Familie der Maulwurfsgrillen (Gryllotalpidae) oder Grillen (Gryllidae) sein.
Die Familie umfasst nur eine Unterfamilie (Myrmecophilinae) mit fünf rezenten Gattungen.
- Myrmecophilus mit 57 Arten[15], davon 9 in Europa.[16] Noch 2013 wurde von den Balearen eine Art neubeschrieben.[17]
- Myrmophilellus mit zwei Arten (Ostafrika, Südasien). Männchen sind unbekannt.
- Eremogryllodes mit zehn Arten (Westasien, Nordafrika)
- Microbothriophylax mit der einzigen Art Microbothriophylax mica[18] (Arabische Halbinsel)
- Camponophilus mit der einzigen Art Camponophilus irmi[19] (Borneo)

## Fossile Nachweise
Nur eine fossile Art wurde der Familie bisher zugewiesen, Araripemyrmecophilops gracilis. Der Fund stammt als Kompressionsfossil in Kalkstein aus der kreidezeitlichen Santana-Formation von Crato, Brasilien. Sie sind etwa 112, bis 125, Millionen Jahre alt.